# Geissanthus callejasii
Geissanthus callejasii är en viveväxtart som beskrevs av J.J. Pipoly. Geissanthus callejasii ingår i släktet Geissanthus och familjen viveväxter. Inga underarter finns listade i Catalogue of Life.